# Aloe hebes
Aloe hebes é uma espécie de liliopsida do gênero Aloe, pertencente à família Asphodelaceae.